# José Parodi
Pour les articles homonymes, voir Parodi.
José del Rosario Parodi Rojas (né le 30 août 1932 à Luque au Paraguay et mort le 23 août 2006) est un footballeur international paraguayen, qui évoluait au poste d'attaquant.
Son frère, Silvio, était également footballeur.

## Biographie
Il commence sa carrière de joueur au Sportivo Luqueño, le club de sa ville natale.
Il passe ensuite la plus grande partie de sa carrière en Europe, en France plus précisément, au Nîmes Olympique de 1961 à 1967. Recruté par Kader Firoud, José Parodi devient l'un des meilleurs joueurs de l'équipe : en 1962, il inscrit ainsi 23 buts toutes compétitions confondues, dont 19 inscrit de la tête.
International paraguayen, il participe notamment à la Coupe du monde de football de 1958, en Suède, où il inscrit deux buts lors de la phase de groupes. Ceci est cependant insuffisant pour permettre à son équipe de se qualifier pour le tour suivant.

## Palmarès
Sportivo Luqueño
- Championnat du Paraguay (2) :
  - Champion : 1951 et 1953.